# Moshe Peretz
Moshe Peretz (en hebreo: משה פרץ, nacido el 10 de mayo de 1983) es un cantautor israelí de música pop y mizrají. Ha sido juez de varias ediciones del programa musical The X Factor Israel.

## Carrera

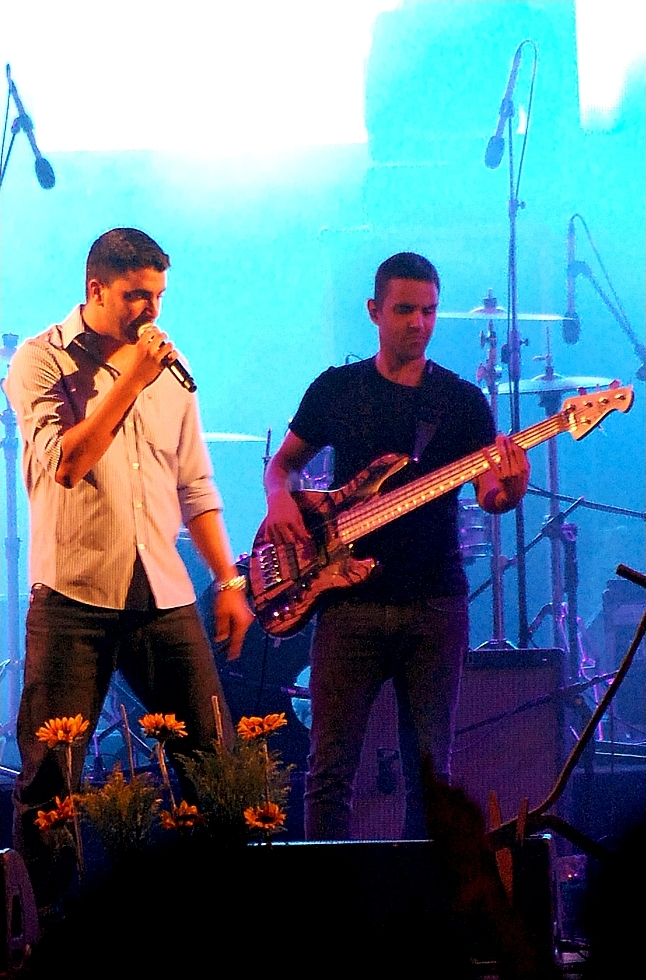
Peretz en un concierto en Jerusalén.

Nació y creció en Tiberíades, Israel. Su padre fue un judío marroquí y su madre de origen iraquí. Comenzó a cantar en una sinagoga a la edad de 13 años. Con 18 años cumplió con el servicio militar, donde además de servir a su país escribía canciones, para el año 2005 al salir del servicio, lanzó su primer álbum. En 2007 lanzó su segundo trabajo titulado Esh, el sencillo fue promocionado en la radio de Israel y el disco obtuvo certificación de oro por más de 20,000 copias vendidas.
Su cuarto álbum de estudio lanzado en 2010 vendió 110,000 copias y fue certificado como doble platino, uno de los sencillos del disco fue puntero en las listas de canciones de Israel. En 2012 participó como juez del concurso de televisión  Kokhav Nolad.

### Discografía
- 2005: Mabit El Hamromim[6]
- 2007: Esh (אש)
- 2008: Elaich (אלייך)
- 2010: Me'ha'shamaim
- 2011: Zikukim[7]
- 2013: Col Hamilim Hasmehot
- 2015: Simane Hazman
- 2017: Bucher Chadash[6]